# 트와일라잇 (2008년 영화)
《트와일라잇》(Twilight)은 2008년 개봉한 영화로, 스테프니 메이어의 동명의 소설을 원작으로 한다. 캐서린 하드윅이 감독이며, 크리스틴 스튜어트와 로버트 패틴슨이 주연을 맡았다. 《트와일라잇 영화 시리즈》의 첫 번째 작품이며, 벨라 스완과 에드워드 컬렌 사이의 관계 발전과 컬렌 가족들이 벨라를 다른 뱀파이어로부터 지키려는 내용에 초점을 맞추고 있다.
이 프로젝트는 원래 파라마운트 픽처스가 3년동안 소설과는 많이 다르게 각색하여 준비하였다. 하지만, 서밋 엔터테인먼트가 권리를 취득하였고, 멀리사 로젠버그가 소설과 가깝게 시나리오를 작성하였다. 주요 장면 촬영은 44일이 소요되었고, 2008년 5월 2일 영화가 완성되었다. 촬영은 주로 오리건주에서 진행되었다.
트와일라잇은 2008년 12월 21일, 좋은 흥행 성적을 내며 개봉되었으며, 전 세계적으로 3억 92만 달러의 수입을 냈다. DVD는 2009년 3월 21일 발매되었으며, 그 해에서 가장 많이 팔린 DVD가 되었다. 사운드트랙은 2008년 11월 4일 발매되었다. 후편인 《뉴문》은 2009년 개봉되었다.

## 줄거리
미국의 도시 피닉스에 살던 고등학생 소녀 벨라 스완은 아빠를 따라 어두운 도시 포크스로 오게 된다. 그곳의 새로 전학간 고등학교에서 컬렌 패거리를 보게 된다. 벨라는 에드워드 컬렌에게 마음을 뺏겨버리고 이상한 짓을 보이는 그의 행동을 추리해 그가 뱀파이어라는 것을 알아낸다. 벨라와 에드워드는 사귀게 되고 그와 동시에 벨라는 육식 뱀파이어들에게 인간인 걸 들켜 위험해진다.

## 배역
| 문자             | 배우 기존         | 한국어 더빙 (TV MBC) |
| ---------------- | ----------------- | -------------------- |
| 벨라 스완        | 크리스틴 스튜어트 | 채의진               |
| 에드워드 컬렌    | 로버트 패틴슨     | 김두희               |
| 제이콥 블랙      | 테일러 로트너     | 송준석               |
| 찰리 스완        | 빌리 버크         |                      |
| 닥터 칼라일 컬렌 | 피터 파시넬리     |                      |
| 에스미 컬렌      | 엘리자베스 리저   |                      |
| 로잘리 헤일      | 니키 리드         |                      |
| 앨리스 컬렌      | 애슐리 그린       |                      |
| 제스퍼 헤일      | 잭슨 라스본       |                      |
| 에멧 컬렌        | 켈란 루츠         |                      |
| 제임스           | 캠 지갠뎃         |                      |
| 로렌트           | 에디 가테지       |                      |
| 빅토리아         | 레이첼 르페브르   |                      |
| 제니카 스탠리    | 안나 켄드릭       |                      |

### 주연
- 크리스틴 스튜어트 - 벨라 스완 역, 애리조나주 피닉스에서 워싱턴주의 작은 마을 포크스로 이사 온 17살의 소녀이다. 포크스에서 에드워드 컬렌이라는 소년을 만나게 된다. 에드워드가 뱀파이어임을 알게 되며 사랑에 빠진다. 제임스라는 뱀파이어는 벨라를 공격하여 위험에 빠진다.[6]
- 로버트 패틴슨 - 에드워드 컬렌 역, 108년을 살은 뱀파이어이며, 17살로 살고 있다. 벨라의 관심과 사랑은 결국 벨라를 사랑하게 된다. 벨라를 제외한 모든 사람의 마음을 읽는 능력이 있으며 초인적인 속도와 힘이 있다.[6][7]

### 조연
- 피터 파시넬리 - 칼라일 컬렌 역, 300년 정도 산 뱀파이어이며 외관상 30대로 보인다. 마을의 의사로 활동하며, 컬렌 가의 아버지로 살고 있다.[8]
- 엘리자베스 리저 - 에스미 컬렌 역, 찰스의 뱀파이어 부인이다. 컬렌 가의 어머니로 살고 있다.[9]
- 애슐리 그린 - 앨리스 컬렌 역, 미래를 볼 수 있는 능력이 있다.[9]
- 켈란 루츠 - 에밋 컬렌 역, 가족 중 신체적으로 강한 뱀파이어이다.[9]
- 니키 리드 - 로잘리 헤일 역, 컬렌 가의 한명으로 세계에서 가장 아름다운 여성으로 묘사된다. 영화 내내 벨라에게 매우 적대적이다.[2]
- 잭슨 라스본 - 재스퍼 헤일 역, 컬렌 가의 한명으로 다른 사람들의 감정을 조절 할 수 있는 능력이 있다. 컬렌 가의 새로운 인물로, 아직까지는 인간의 피를 참아내는 것에 어려움이 있다.[9]
- 빌리 버크 - 찰리 스완 역, 벨라의 아버지이며 포크스의 경찰관이다.[10]
- 캠 지갠뎃 - 제임스 역, 떠돌이 뱀파이어로, 벨라를 죽이려고 한다.[2]

## 흥행
미국에서는 7055만 달러를 기록해 첫 주 만에 1위가 되었다. 개봉한 지 2주째, 1억 달러를 넘어 2009년 2월 현재 1억 8000만 달러를 넘고 있다.